# Mercedes-Benz W164
Mercedes-Benz W164 (eller Mercedes-Benz ML-klass) är en SUV-modell, tillverkad av den tyska biltillverkaren Mercedes-Benz mellan 2005 och 2011.
Versioner:
| Modell        | Årsmodell | Motor                     | Cylindervolym | Effekt | Bränslesystem           |
| ------------- | --------- | ------------------------- | ------------- | ------ | ----------------------- |
| ML280 CDI     | 2005-09   | OM642: 6-cyl V-motor dohc | 2987 cm³      | 190 hk | Common rail turbodiesel |
| ML320 CDI     | 2005-09   | OM642: 6-cyl V-motor dohc | 2987 cm³      | 224 hk | Common rail turbodiesel |
| ML350         | 2005-11   | M272: 6-cyl V-motor dohc  | 3498 cm³      | 272 hk | Bränsleinsprutning      |
| ML500         | 2005-07   | M113: 8-cyl V-motor ohc   | 4966 cm³      | 306 hk | Bränsleinsprutning      |
| ML420 CDI     | 2006-11   | OM629: 8-cyl V-motor dohc | 3996 cm³      | 306 hk | Common rail turbodiesel |
| ML63 AMG      | 2006-11   | M156: 8-cyl V-motor dohc  | 6208 cm³      | 510 hk | Bränsleinsprutning      |
| ML500         | 2008-11   | M273: 8-cyl V-motor ohc   | 5461 cm³      | 388 hk | Bränsleinsprutning      |
| ML350 BlueTEC | 2009-11   | OM642: 6-cyl V-motor dohc | 2987 cm³      | 211 hk | Common rail turbodiesel |
| ML300 CDI     | 2010-11   | OM642: 6-cyl V-motor dohc | 2987 cm³      | 204 hk | Common rail turbodiesel |
| ML350 CDI     | 2010-11   | OM642: 6-cyl V-motor dohc | 2987 cm³      | 231 hk | Common rail turbodiesel |

## Bilder

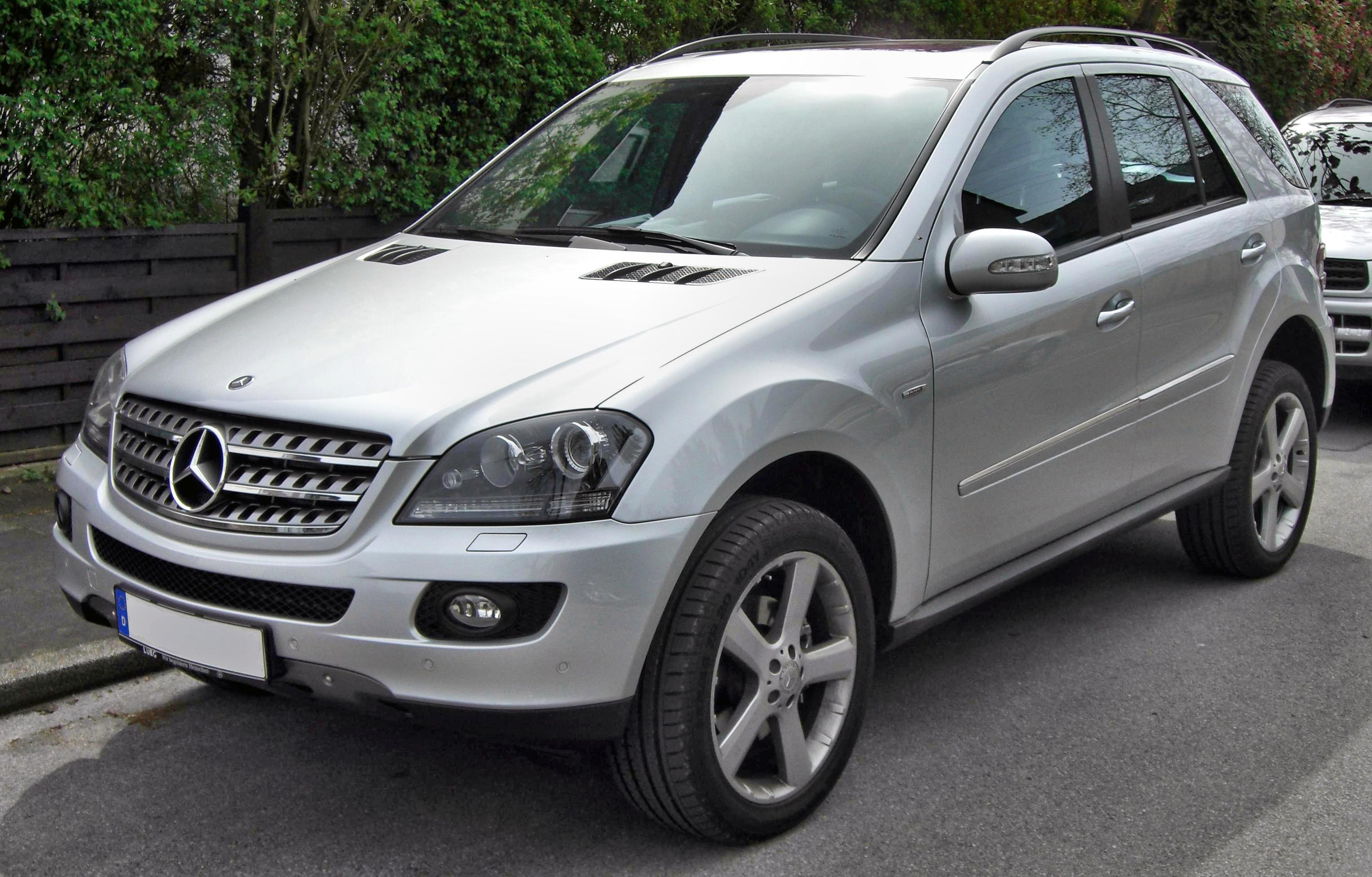
ML 280 CDI
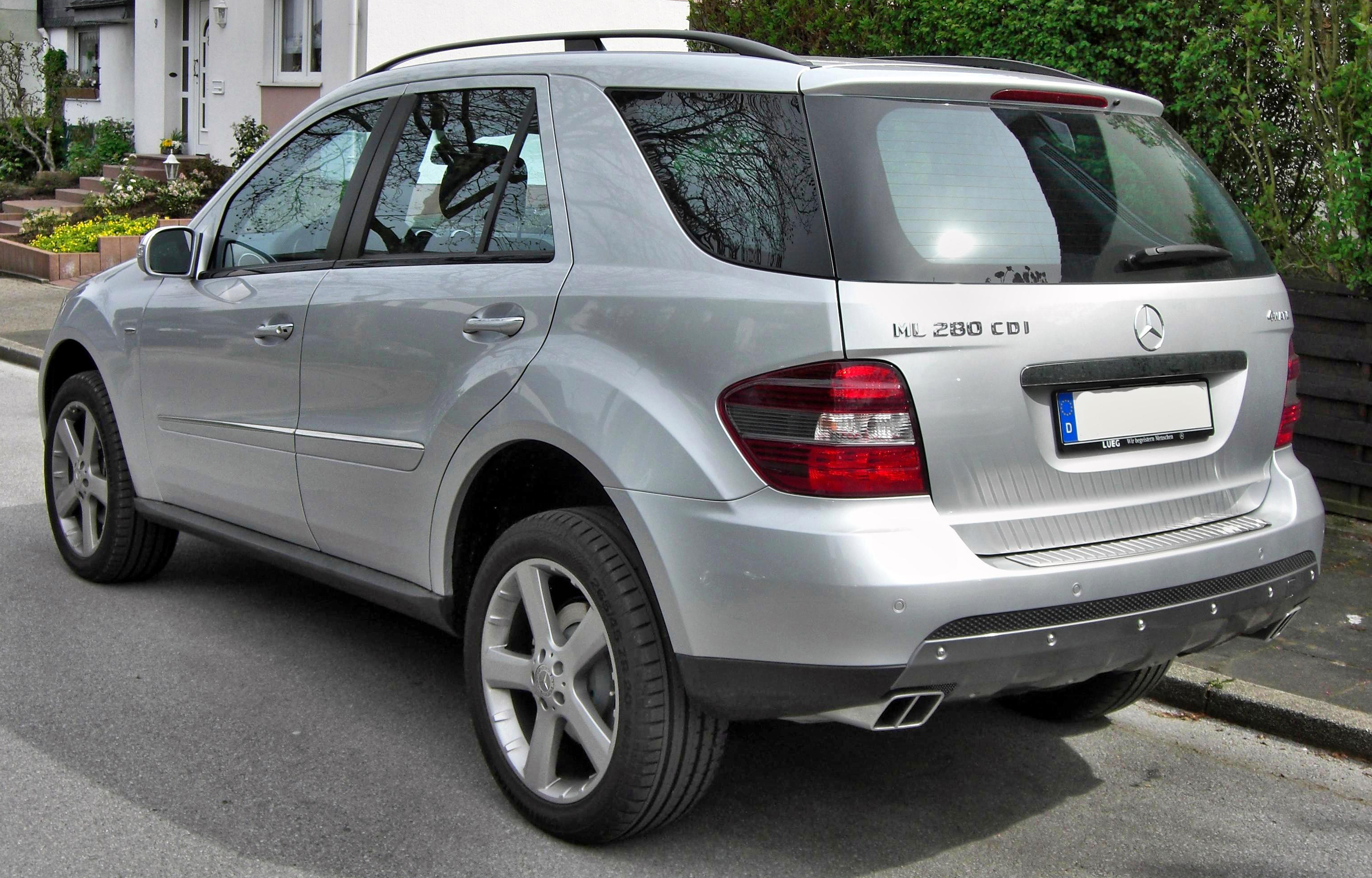
ML 280 CDI
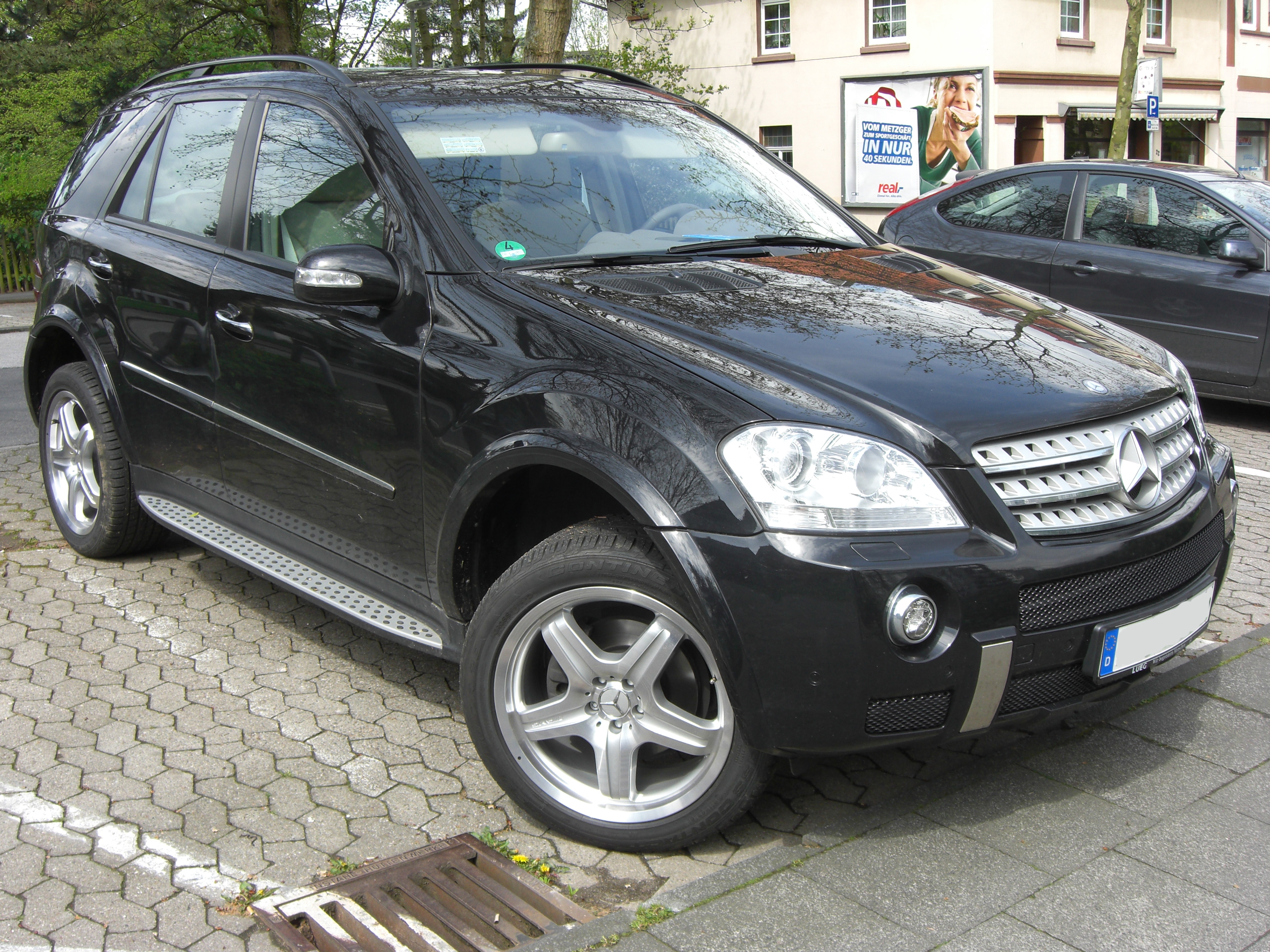
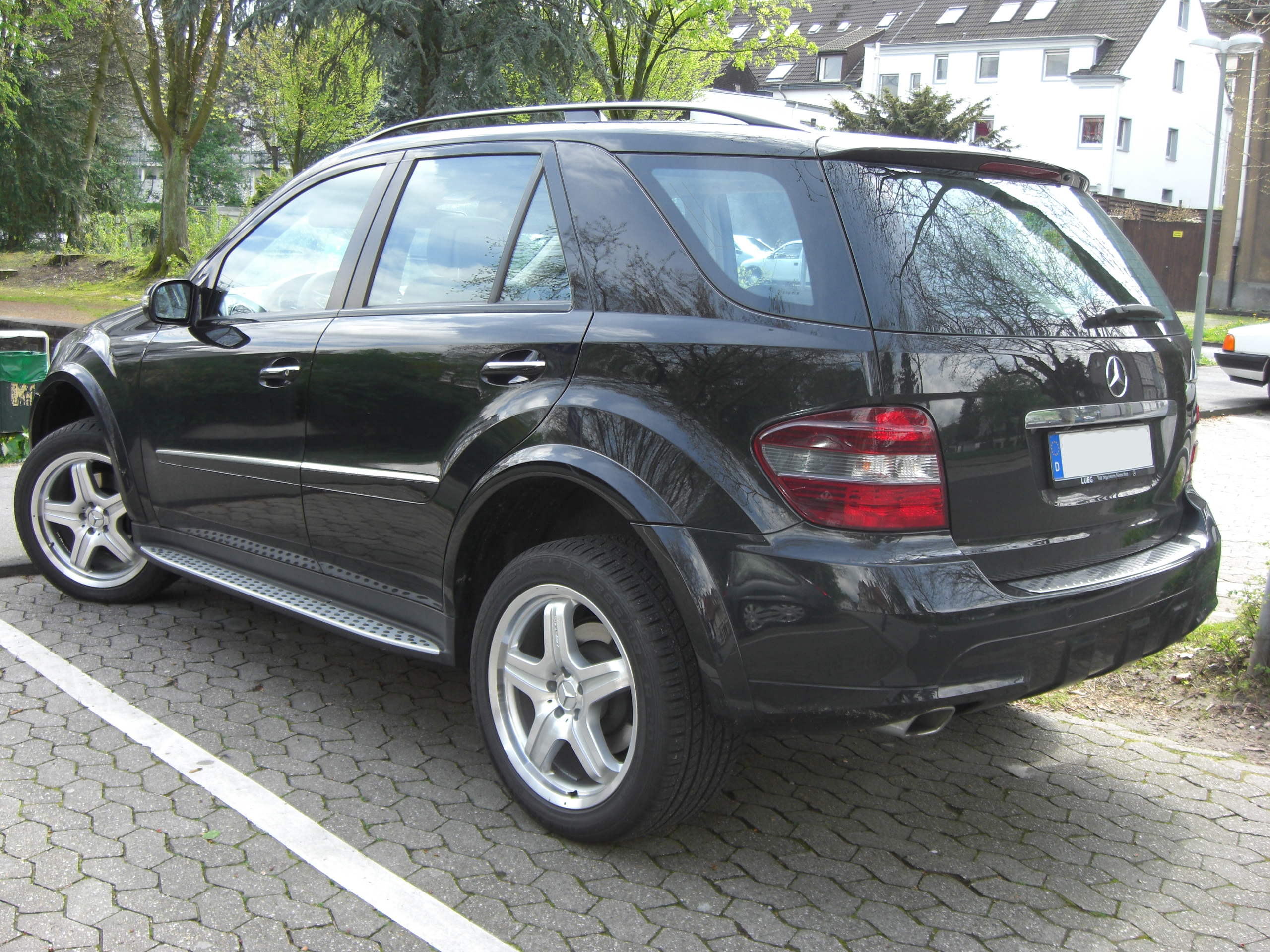
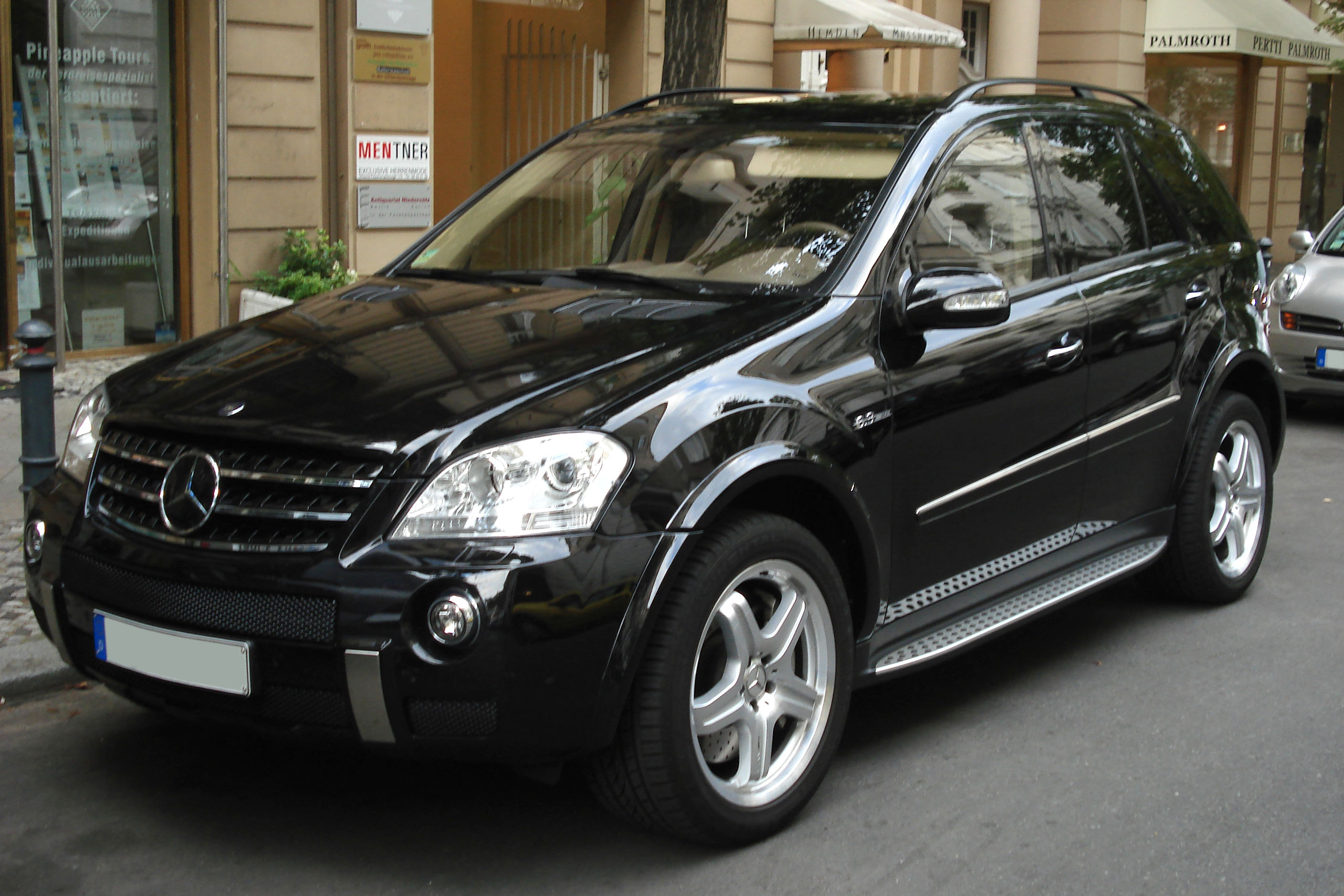
ML 63 AMG
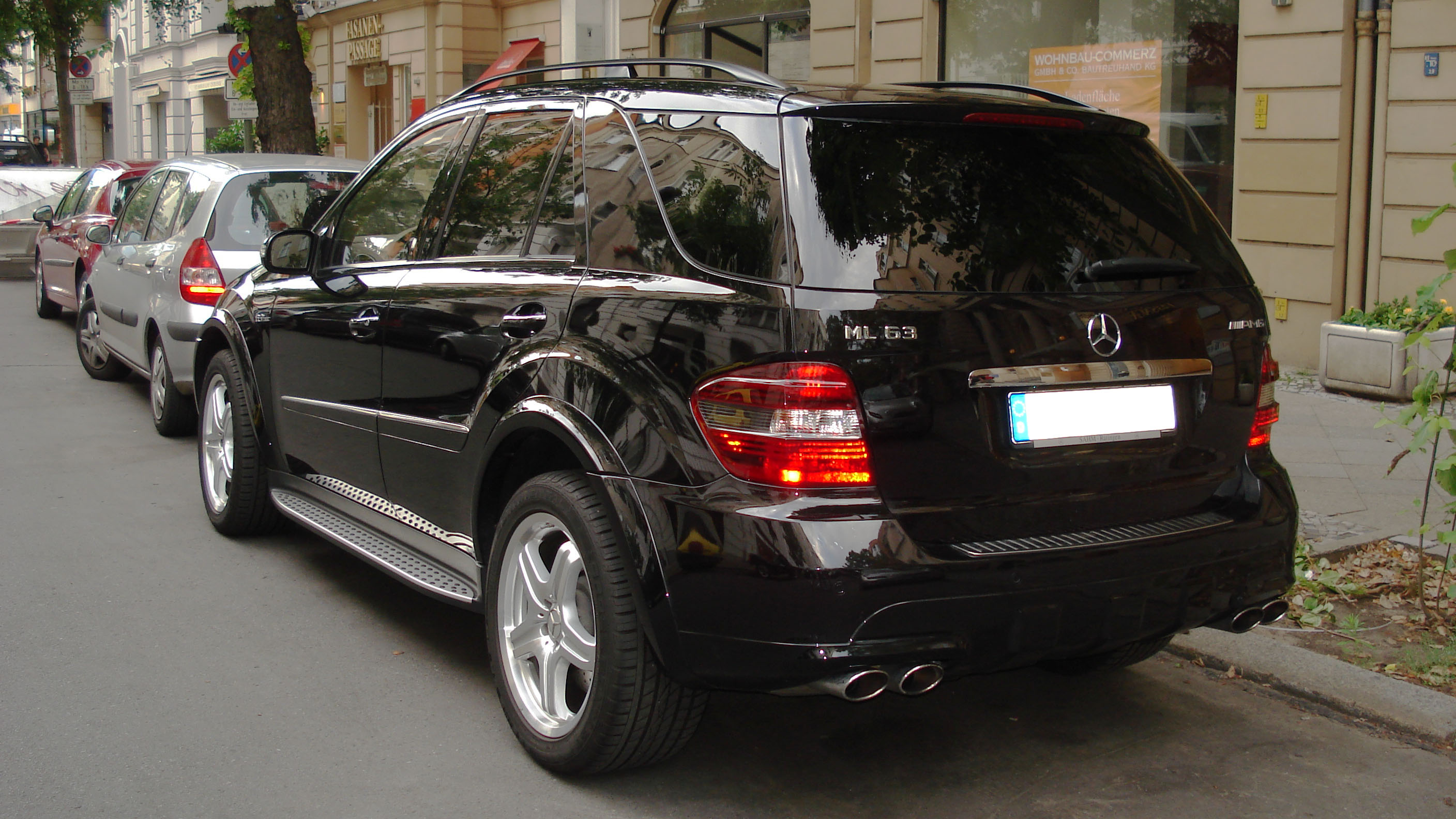
ML 63 AMG